# Танцирей
Танцирей (рос. Танцырей) — село, підпорядковане місту Борисоглєбську Воронезької області Російської Федерації.
Населення становить 1232 особи. Входить до складу муніципального утворення Борисоглєбський міський округ.

## Історія
Населений пункт розташований у межах суцільної української етнічної території, частини Східної Слобожанщини. До Перших визвольних змагань належав до Воронезької губернії.
За даними на 1859 рік у державному селі Танциреї (Танцирей, Танцирі) Новохоперського повіту Воронізької губернії мешкало 4584 особи (2268 чоловіків та 2316 жінок), налічувалось 598 дворових господарств, діяла православна церква.
Станом на 1886 рік у селі, центрі Танцирейської волості Новохоперського повіту, населення становило 4967 осіб, налічувалось 784 двори, діяли православна церква, 5 лавок, 15 вітряних млинів.
За переписом 1897 року кількість мешканців зросла до 6595 осіб (3105 чоловічої статі та 3490 — жіночої), з яких 6595 — православної віри.
За даними на 1900 рік населення зменшилось до 6049 особа (3430 чоловічої статі та 3551 — жіночої), налічувалось 1007 дворових господарств.
Згідно із законом від 15 жовтня 2004 року входить до складу муніципального утворення Борисоглєбський міський округ.

## Населення
| 2010 |
| ---- |
| 1232 |